# Nabul
Nabul, Nabel (arab. نابل, fr. Nabeul) – miasto w północnej Tunezji. Miasto to jest jednym z głównych ośrodków turystycznych kraju.
W Nabulu szeroko rozwinięty jest rynek ceramiki. Owe wyroby są głównym źródłem dochodów miasta. Do Hammametu (innego portu turystycznego) jest około 10 km, a do stolicy – Tunisu ok. 80 km. Miasto położone jest bezpośrednio nad Morzem Śródziemnym.

## Transport
W Nabulu jest dworzec autobusowy. Stowarzyszenie międzymiastowego transportu SNTRI (La Société Nationale de Transport Interurbain), dysponując flotą komfortowych, klimatyzowanych autobusów, oferuje połączenia z największymi miastami północnej i centralnej części kraju.

Popularne są wieloosobowe taksówki louage. Jeżdżą według własnych tras, zatrzymując się na przystankach na żądanie pasażerów. 

Działają tu też wypożyczalnie samochodów.
W mieście znajduje się stacja kolejowa. Pociągi kolei tunezyjskich SNCFT (La Société Nationale des Chemins de Fer Tunisiens) kursują na trasie Nabul - Tunis.
Przybliżone odległości:
- Port lotniczy Enfidha-Hammamet 60 km
- Port lotniczy Tunis-Kartagina 67 km
- Stolica państwa Tunis 70 km
- Kurort Hammamet 10 km
- Autostrada 18 km.

## Galeria

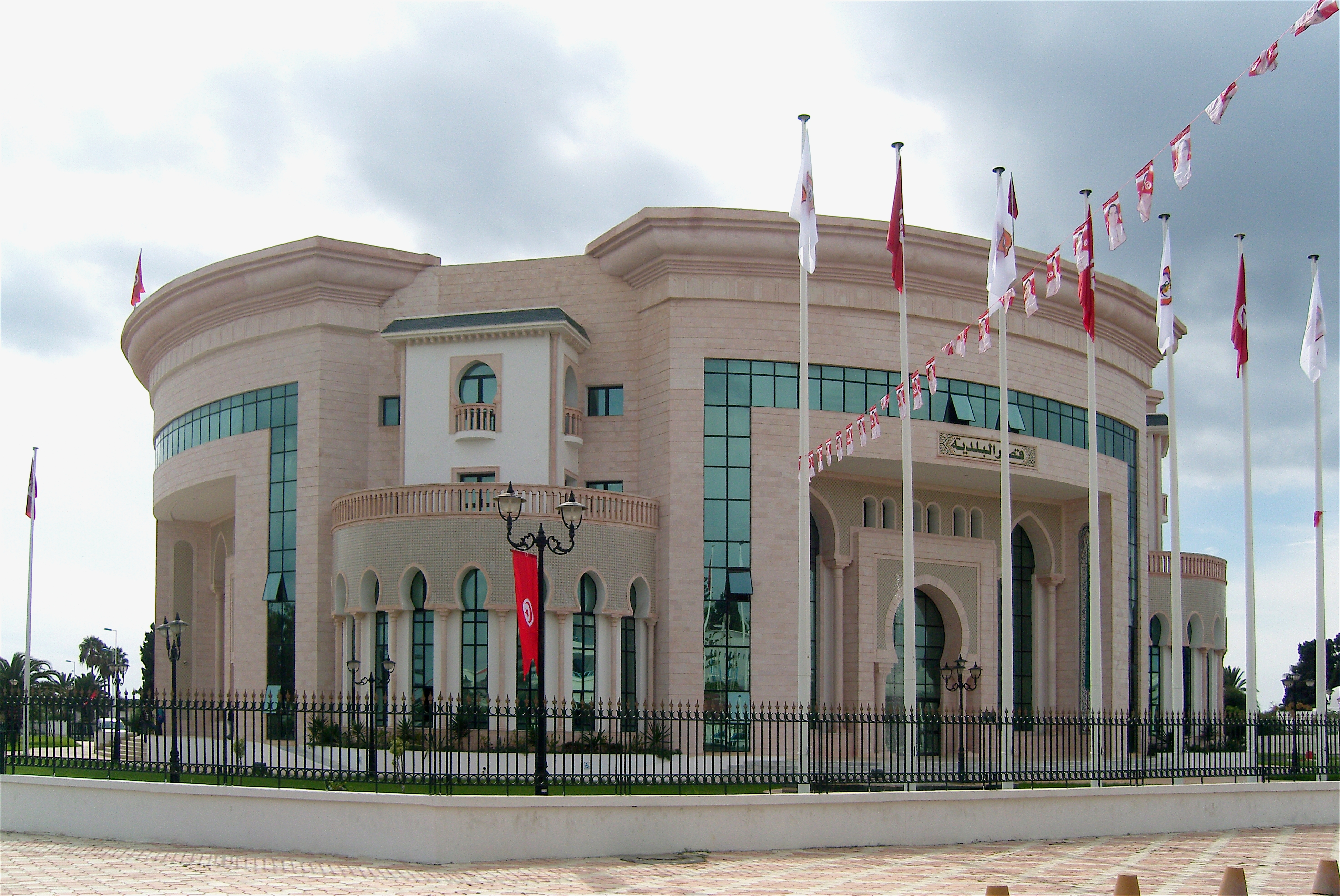
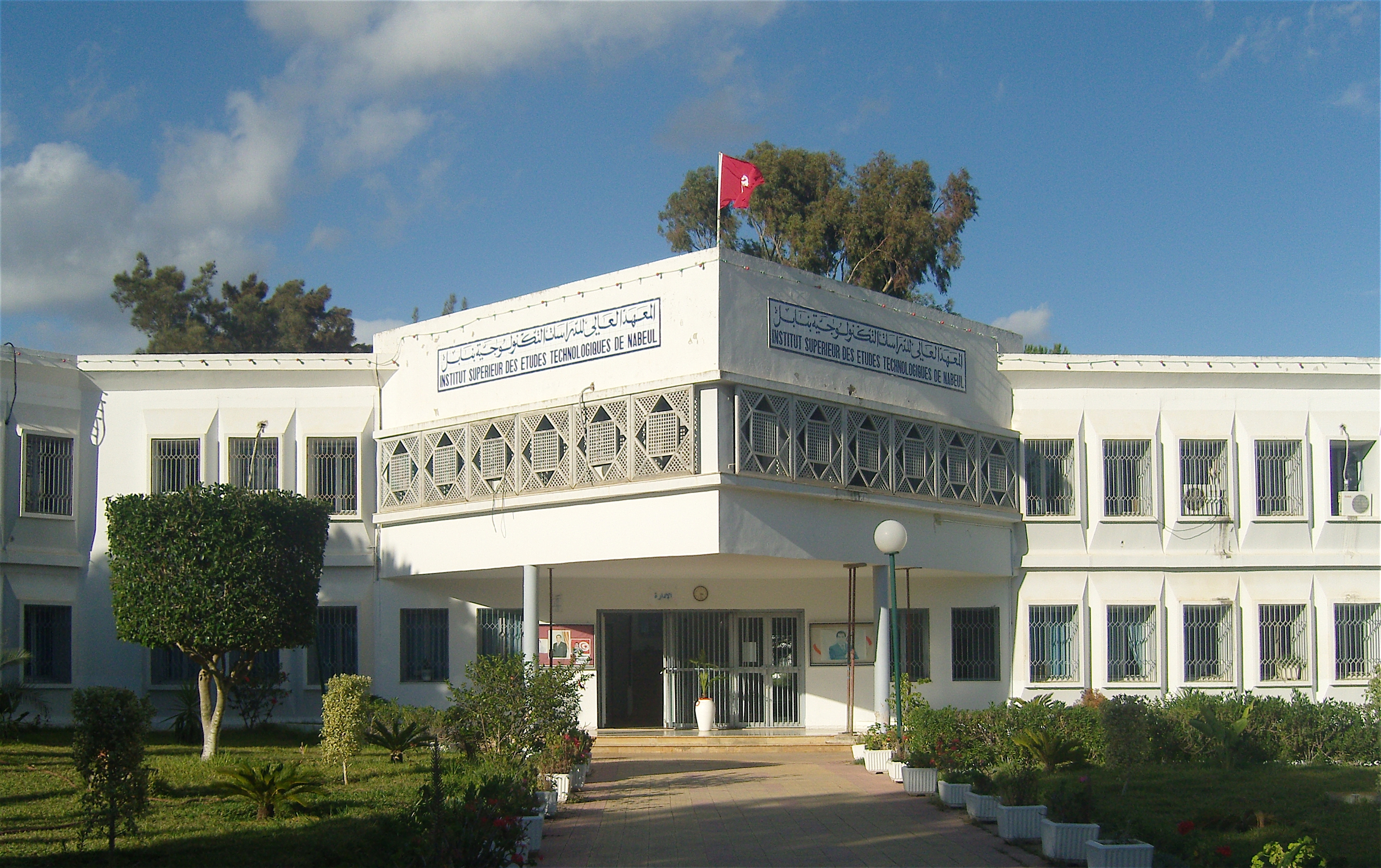
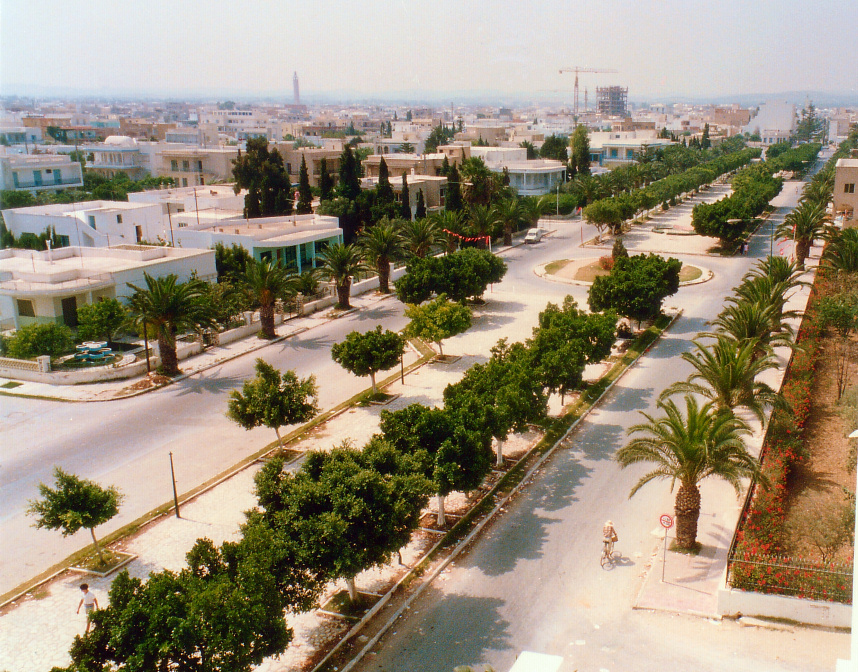
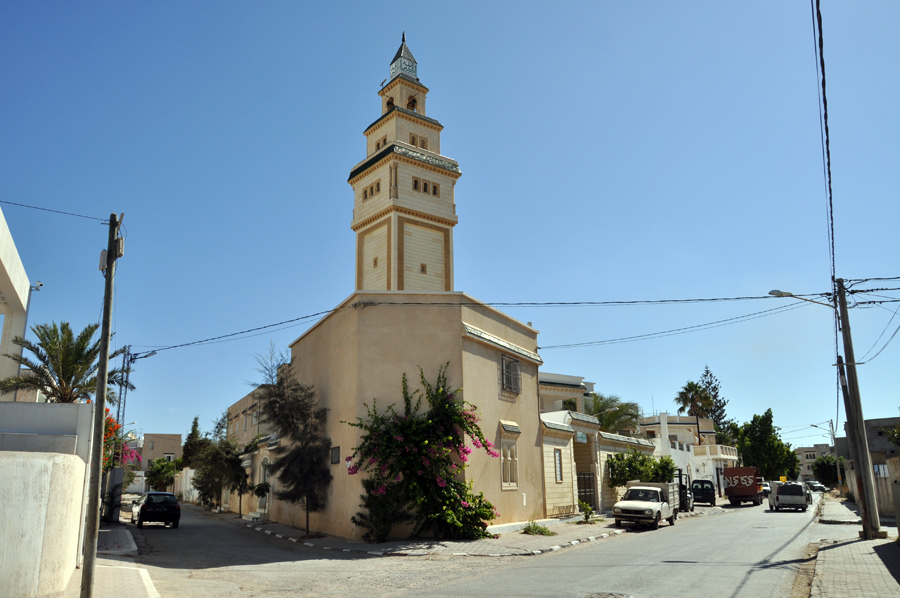
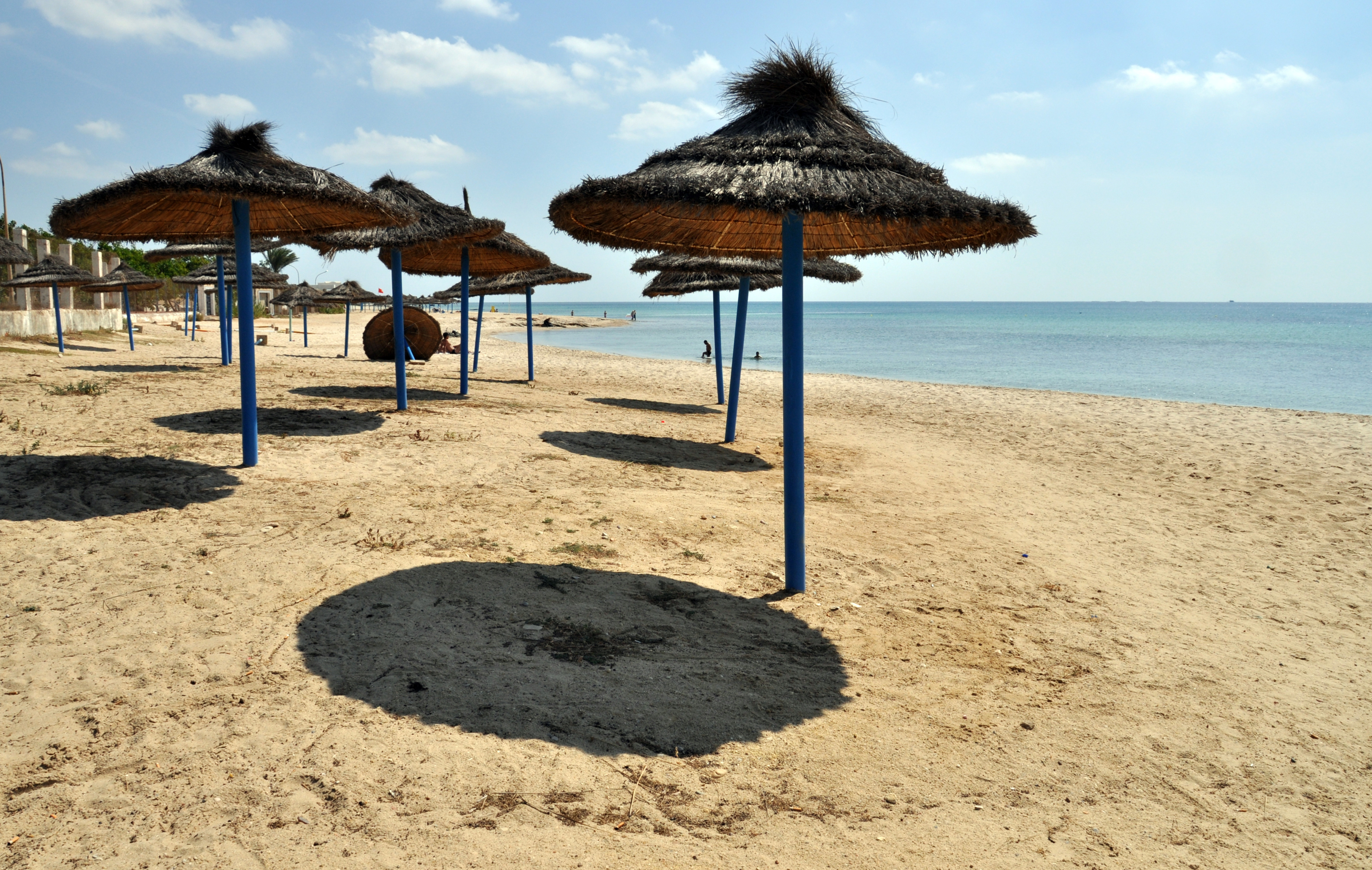

## Miasta partnerskie
- Seto